# ダビ・ガルシア・ダペナ
ダヴィド・ガルシア・ダペーナ（David García Dapena、1977年9月30日 - ）は、スペイン、ポンテベドラ県・マリン出身の自転車競技（ロードレース）選手。

## 経歴
1999年にプロ転向。
2007年、カルピン・ガリシア（現 シャコベオ・ガリシア）に移籍。ブエルタ・ア・エスパーニャ初出場、総合23位。
2008年、ツアー・オブ・ターキー総合優勝。ブエルタ・ア・エスパーニャ第15ステージ勝利、総合14位。
2009年、ブエルタ・ア・ラ・リオハ総合優勝。
2010年
- ブエルタ・ア・エスパーニャ総合11位。
- 9月30日、当年のブエルタにおけるドーピング検査で、ヒドロキシエチル澱粉の陽性反応が確認された[1]。
- 10月6日、同様の検査において、エリスロポエチン(EPO)陽性反応も確認された[2]。